# 鳴滝 (山口市)
鳴滝（なるたき）は、山口県山口市下小鯖にある滝。

## ルート、見所
三段の滝から成り、上から一の滝、二の滝、三の滝と呼ばれている。三の滝周辺には公園（鳴滝公園）が整備されており、山口市出身の詩人中原中也が鳴滝を見て詠んだといわれる詩「悲しき朝」の詩碑がある。

## 所在地
山口市下小鯖八反田

## 交通アクセス
- 国道262号下小鯖交差点から県道山口徳山線に入りすぐ（中国自動車道山口ICより約4分）。
- JR山口線山口駅より車で約20分。